# PANIC PARK
『PANIC PARK』（パニックパーク）とは1998年にナムコ（後のバンダイナムコゲームス）が開発したアーケードゲームである。

## 概要
筺体に備え付けられたレバーを左右に動かし、画面内のキャラクターを操作してプレーするゲーム。
1人か2人でプレーするが2人プレーの場合、画面の端まで動かすには相手のレバーを押さなければならず白熱したプレーとなる。
『ガンバレット』をしのぐほどのテンポの良さが売りになっている。

## コース
どのコースも最初に練習として簡単なコイン獲得練習が行われる。コインの獲得数で１ステージ目の難易度が変化する。
1人用モード
全25ステージの中からランダムに決められた4ステージ+最終ステージに挑戦する。
各ステージにはノルマかライフが設定されており終了時にノルマを達成しているかライフが残っていればクリア。ノルマを満たしていなかったりライフを全て失った場合は失敗となる。
ステージの成功の度合いで次のステージの難易度が変化する。
最終ステージは今までの成績から難易度が決定（クリア数が多いほど難易度は高い）。それをクリアすればトロフィー獲得となる。
2人用モード
2人による対戦。最初に5ステージがランダムに選ばれる（筺体設定で7ステージにすることも可能）。それらをプレーし成績の良い方が勝者となる。
コイン獲得系ゲームの場合:獲得したコインの多い方が勝利。同数の場合は引き分け。
ライフ系ゲームの場合:2人とも生存の場合残ライフ数の多い方が勝利。1人のみ生存の場合は生き残った方の勝利。どちらともライフを全て失った場合は生存時間の長いほうが勝利。ライフが同数や同タイミングでライフを全て失った場合は引き分け。
勝利数の多い方が勝者となる。コンティニューも可能でコンティニューした場合はさらに3戦（筺体設定で5戦）追加して勝敗を決める。
パニックキングモード
1人専用ステージ。毎月難易度の決められたライフ系ステージ（1ライフステージが多い）に挑戦し、失敗した所までが記録となる。2回挑戦し一番記録がよかったデータが筺体に残り、ランキングとなる。
スタートボタンを押しながらコインを投入するとこのモードになる。1Pスタートは赤プレーヤー、2Pのスタートボタンを押していると2P側のレバーで青プレーヤーを操作になる。
海外版は月の種目の順番が違う。
このモードはシステム基板の時計の日付に依存しているため、テストモードに日付、時刻の変更ができないため好きな月を選ぶ事ができない。
スコアのネームレジストは同点の場合、先着順に上位となる。11人目以降の同点者はネームレジストができない。
パニックキングのスコアは1位のみ11ヶ月間保持され、当月1日の0:00に去年のその月の記録は消去される。

## ゲーム
ゲーム内で表示される難易度はかんたん、ふつう、むずかしいの3つあり、1人用モードではそれまでの結果によって難易度が変化する。

### コイン獲得系ゲーム
牧場パニック
ボルケーノパニック
アイスパニック
ベルトコンベアパニック
それぞれ奥スクロールになっており障害物を避けながらコインを獲得する。大コインは小コイン10枚分に相当する。障害物に当たるとコインを落としてしまう。
牧場ではモグラ、ボルケーノでは火山弾、アイスではペンギン&路面が氷のため滑る。ベルトコンベアでは突如運ばれるダンボールとその中身をよける。
ニワトリパニック
上記の亜種版。ヒヨコや障害物に当たらないよう避けながらニワトリを捕まえていく。
ボムパニック
あみだくじの要領で上からコインと爆弾が落ちてくるので落下地点を予測してコインをとっていく。爆弾に当たるとミス。
ファイアパニック
奥からやってくる火の壁の空いているところに身をくぐらせる。接触せずに通り抜けられれば1点。速度はだんだん上がって行く。
わなげパニック
奥から飛んでくるわなげの輪をキャッチする。獲得した数が多いほうの勝利。
一万円パニック
上から1枚だけ落ちてくる一万円札をかごでキャッチした方の勝利。2人プレーの場合、双方キャッチできなかった場合は引き分けとなる。
スーパーボールパニック
画面を飛び跳ねるスーパーボールを割った個数が多い方の勝利。
チキンレースパニック
一直線にならんだコインをジェットパックで走行し取って行く。前方からは壁が近づくので出来る限りギリギリまでとってよける。よけられなかった場合は全てのコインをばらまいてしまう（記録が0枚になってしまう）。このステージのみ途中で自分の獲得枚数を知ることが出来ない。
花ビンパニック
花屋の上から落ちてくるカビンをキャッチする。爆弾も混じっており、誤って取ってしまうと爆発し減点。

### ライフ系ゲーム

#### 1ライフゲーム
バランスパニック
ミサイルのバランスを保ちながら進路に設置されたブロックなどをよけていく。進んだ距離が得点になる。
ヒヨコパニック
バッファローパニック
奥からやってくる巨大ヒヨコ・巨大バッファローをよける。接触してしまうとアウト。
スペースパニック
地球の真上に置かれた足場にのり、人工衛星の接触などでゆれる足場から落ちないよう耐える。途中では足場が落下するイベントもある。
ジョーズパニック
ジョーズがウヨウヨする海の上に設けられた桟橋を渡る。桟橋は先に進むほど細くなる。落下するとアウト。
オールジャンプパニック
石柱に飛び移りながらゴールを目指す、落下するとアウト。先に進むにつれ石柱が細くなり、動く石柱が登場する。
つり橋パニック
オンボロつり橋の上でジャンプしながら谷底に落ちないよう耐える。一回着地した場所は壊れてしまう。
サボテンパニック
サボテンに当たらないよう避けながらゴールを目指す。このステージのみカメラがプレイヤーを追わずどんどん俯瞰になりプレイヤーが小さくなってしまう。

#### 3ライフゲーム
バルーンパニック
風船に敵のトゲが当たらないよう避けながら上昇していく。
ハンマーパニック
プレイヤーに向けて振り下ろされるハンマーを避けていく。3回潰されてしまうとアウト。最初は1つのハンマーのみだが、進むにつれて同時に2、3個のハンマーが振り下ろされたり速度が上がったりする。
UFOパニック
プレイヤーを狙うUFOから逃げる。UFOに3回吸い込まれるとアウト。このステージのみ前スクロールとなっている。
エレキパニック
降下していく最中にある電流に当たらないようよける。3回接触するとアウト。初めは流れていないが近づくと電流が流れる場所がある。
ロケットパニック
ジェットパックで飛行しながら前方から出現する石柱をよける。3回接触するとアウト。

## パニックキングモード
毎月固定で決められた種目がある。半年で1巡するが、同じ種目でも年の前半と後半でゲームの内容は違う。スコアのカウントの仕方は同じ。
1月　オールジャンプパニック
　基本のライフ系とルールは同じ。数を飛ぶことによりとんでもなく加速してゆく。石柱に着地するごとにスコアを1カウントする。
　石柱は常に左右に動き往復運動をする。その動きの速さは石柱ごとにランダムで違う。21本目以降は画面1/4サイズの石柱が固定で出現するようになる。198本目から最小サイズの石柱が登場して200本目以降すべてこのサイズの石柱となる。
２月　モグラパニック
　固定された地形と障害物をかいくぐり、配置されたコインを体当たりすることで集める。小コインは1枚、大コインは10枚でカウントする。この月のゲームに限り、障害物にぶつかってミスをしても収集したコインを何枚か放出するだけでゲームオーバーにならない。一部のコインはミスをしないと取れない場所に配置されている。
３月　バッファローパニック
　画面の奥から手前に向かって突進してくるバッファローをひたすら左右移動だけでかわす。自キャラクターの当たり判定は直進で並走したバッファローとバッファローの間を抜けられる程小さい。1匹後方にやり過ごせばスコアを１カウント。
　この月の特徴は305頭付近で必ず横1列に並んだバッファローが突進してくる。当たり判定の見切りでこれを抜けるとバッファローの突進速度が極限まで上昇し、出現後一瞬で手前まで到達するくらいになるので目で見てからの回避がほぼ不能になる。ところが当たり判定がないバッファローも多く出現するのでここからは運ゲーの領域となる。
４月　バランスパニック
　自分が移動した方向と逆方向に傾く性質の重心の極めて悪いミサイルを支え持ちながら倒さないように障害物をかわして、ゴールまで進む。前方へは自動で進み、移動操作は左右方向のみである。ミスせずに約0.1秒前に進むごとに１ｍカウント。ミサイルを倒すか障害物に前方または側面から接触した時点で即ゲームオーバー。
まずは行きたい方向と逆へ動かしてから、ミサイルを倒してその向きに切り返して進めばミサイルの角度を保持できる小技があり、この操作を駆使してミサイルの重心を保ち続けるのが基本である。進んだ距離が600mで完走ゴールとしてエンディングの後にゲームオーバーとなる。なお、600m到達と同時にミサイルを倒してしまうとミスとなり、エンディングは見られないがスコア的には完走と同じ扱いとなる。600m完走ゲームオーバー技は10月よりこの月の方が狙いやすい。
５月　ファイアーパニック
　5箇所のうち１箇所だけ通れる火の壁が次々と現れ、火の壁にぶつからないように進み続ける。1枚通過で１カウント。枚数を通ることに加速し続ける。通れる部分から次の壁を視覚で確認または予測できるので極限まで早くなっても、これを駆使した判断がキモとなる。一定枚数を越えると壁が迫る速度が早くなり過ぎるのでミスした際に、その次の壁を正常に通行するとミスしてからスコアを１枚稼げる技がある。この技が失敗した場合は火の壁に当たる音が2回連続で鳴る。
６月　ジョーズパニック
　前方には自動で走るので、繋がっている橋げたを左右の移動だけでうまく乗り継いで海に落ちないように2000mの完走を目指す。約0.04秒落ちずに進むごとに1mカウント。
7月　オールジャンプパニック
　この月は1月と違い石柱は移動しない。しかし、中盤以降は最小サイズの石柱のみしか出現せず速度の上がり方は尋常でない。
400本踏破後にゴール完走のエンディングとなる。
８月　モグラパニック
　2月とは地形と障害物、コインの配置が違う。この月のほうが若干難易度が低く、多く枚数を集められる。この月はコインを取った先にある障害物で絶対ミスをしてしまうようなコイン配置はない。
９月　バッファローパニック
　3月とは違い、バッファローの当たり判定の消失は確認されていない。速度上昇も比較的ゆるやか。スコア400くらいから時折処理落ちしながら画面一杯に埋め尽くされたバッファローが弾幕の如く次々と襲ってくるプレッシャーは圧巻。
10月　バランスパニック
　4月と地形が違うだけで、600mの完走を含めてルールは根本的に同じ。
11月　ファイアーパニック
　5月との違いは速度上昇が若干緩やかで5月より20枚くらいこちらのほうがスコアが伸びる。
12月　ジョーズパニック
　６月とは橋げた通路のパターンが全く違う。2000mの完走を含めてルールは同じ。